# Потуловская
Потуловская — деревня в Верховажском районе Вологодской области.
Входит в состав Нижне-Важского сельского поселения (до 2015 года входила в Наумовское сельское поселение), с точки зрения административно-территориального деления — в Наумовский сельсовет.
Расстояние по автодороге до районного центра Верховажья — 8,7 км, до центра муниципального образования Наумихи — 10,8 км. Ближайшие населённые пункты — Марковская, Костюнинская, Калинино.
По переписи 2002 года население — 49 человек (19 мужчин, 30 женщин). Преобладающая национальность — русские (98 %).
Старое название - Вакомино.